# Batman (film din 1989)
Batman (1989) este un film american cu supereroi regizat de Tim Burton, bazat pe personajul Batman din benzile desenate DC Comics. În film interpretează Michael Keaton în rolul titular, Jack Nicholson, Kim Basinger, Robert Wuhl, Michael Gough, Pat Hingle, Billy Dee Williams și Jack Palance. Este primul film din seria de filme cu Batman produse de Warner Bros.. 
Filmul este produs și distribuit de Warner Bros. Muzica filmului a fost realizată de Danny Elfman.

## Prezentare
Gotham City este un oraș stăpânit de criminali. Bruce Wayne (Michel Keaton), după ce în copilărie părinții lui i-au fost împușcați de niște criminali și apoi este îngrijit de majordomul familiei, decide să devină justițiarul orașului. El face cunoștință cu Vicki Vale (Kim Basinger), fotograf jurnalist. Între timp, un gangster periculos, pe nume Jack Napier (Jack Nicholson), care se afla într-o clădire cu lucruri experimentale, cade într-un rezervor cu o substanță verde care îl transformă într-un criminal nebun ce dorește să preia controlul orașului. Numele lui este Jokerul. Pentru că fața lui a fost distrusă, el a făcut o operație estetică. De asemenea Jokerul s-a îndrăgostit de Vicki Vale, ceea ce face ca Batman să încerce să o protejeze de Joker. În scena din final, Jokerul cade de pe scara propriului elicopter.

## Distribuție
- Michael Keaton ca Bruce Wayne / Batman
- Jack Nicholson ca Jack Napier / The Joker
- Kim Basinger ca Vicki Vale
- Robert Wuhl ca Alexander Knox
- Pat Hingle ca Commissioner Gordon
- Billy Dee Williams ca Harvey Dent
- Michael Gough ca Alfred Pennyworth
- Jack Palance - Carl Grissom
- Jerry Hall ca Alicia Hunt
- Tracey Walter ca Bob the Goon
- Lee Wallace ca Mayor Borg
- William Hootkins ca Lt. Max Eckhardt
- Hugo E. Blick ca tânărul Jack Napier
- Charles Roskilly ca tânărul Bruce Wayne
- David Baxt ca Thomas Wayne
- Sharon Holm ca Martha Wayne
- Garrick Hagon ca tatăl turist
- Liza Ross ca mama turistă
- Adrian Meyers ca fiul turist

## Primire
Listele American Film Institute
- AFI's 100 Years...100 Movies – Nominalizare[2]
- AFI's 100 Years...100 Thrills – Nominalizare[3]
- AFI's 100 Years...100 Heroes and Villains:
  - The Joker – #45 Villain
  - Batman – #46 Hero
- AFI's 100 Years...100 Movie Quotes:
  - "Have you ever danced with the Devil in the pale moonlight?" – Nominalizare[4]
- AFI's 100 Years of Film Scores – Nominalizare[5]
- AFI's 10 Top 10 – Nominalizare la film fantasti[6]

## Vezi și
- Listă de filme distopice